# Костицын, Владимир Александрович
Владимир Александрович Костицын (псевдонимы Семёнов, Семён Петрович, 28 мая [9 июня] 1883, Ефремов, Тульская губерния — 29 мая 1963, Париж) — русский революционер, член РСДРП, учёный-математик, астрофизик, эколог-теоретик, политический деятель.

## Биография
Отец — Александр Васильевич Костицын, окончил историко-филологический факультет Московского университета, в Ефремове преподавал историю, русский язык, немецкий язык; отец являлся потомком пугачёвца Ивана Костицына, который проник в Оренбург, чтобы убить губернатора Клингенберга и поднять чернь, но был схвачен. Мать — Ольга Васильевна (урожденная Раевская), дочь священника, из рода генерала Раевского.
В 1886 году семья переехала в Смоленск в связи с назначением отца на должность учителя в Смоленске. В 1902 году В. А. Костицын окончил Смоленскую мужскую классическую гимназию.
В 1902—1907 годах обучался на физико-математическом факультете Московского университета. Принимал активное участие в событиях революции 1905—1907 годов; участник декабрьского восстания в Москве, входил в состав Московской боевой организации РСДРП. От боевой организации был делегирован на Таммерфорсcкую конференцию военных и боевых организаций РСДРП (ноябрь 1906), где выступал с докладом о московском восстании. После конференции входил в состав временного бюро военно-боевых организаций.
Летом 1907 года был арестован, привлекался по делу боевой организации РСДРП, в 1908 году был освобождён, но из университета его исключили.
После освобождения эмигрировал сначала в Вену, затем — во Францию, где познакомился с большевиками Р. С. Землячкой, В. И. Лениным, Н. К. Крупской.
Осенью 1909 года В. А. Костицын поступил в Парижский университет (Сорбонна), где продолжил занятия математикой. В 1912 году в «Математическом сборнике» была опубликована его статья о системах ортогональных функций. В это время появились его работы в «Астрономическом бюллетене Парижской обсерватории», в «Известиях Парижской Академии наук».
В 1915 году от скоротечной чахотки умерла первая жена Костицына, Серафима Ивановна Надеина. В 1916 году возвратился в Россию для участия в войне с Германией, мобилизован в армию, служил в запасном авиационном батальоне в Гатчине.
Затем был отправлен на офицерские теоретические курсы авиации при Петроградском Политехническом институте в Лесном.
Во время февральской революции возглавил милицию Лесного района Петрограда. Входил в профранцузскую социал-демократическую группу «Единство».
С августа 1917 г. заместитель комиссара Юго-западного фронта Н. И. Иорданского. Участвовал в подавлении корниловского выступления и расследовании деятельности его участников. Руководил отправкой «Бердичевской группы» арестованных на Юго-Западном фронте генералов во главе с Деникиным в Быховскую тюрьму, в связи с чем упоминается в мемуарах Деникина. В должности замкомиссара фронта Костицын организовал сопротивление попытке захвата власти большевиками в Виннице сразу после октябрьской революции в Петрограде, что было одним из последних эффективных действий сторонников Временного правительства. Восстание под предводительством подпоручика Зубрилина, организованное при активном участии Евгении Бош, было подавлено. При приближении к Виннице верных большевикам войск отступил вместе с теми, кто сохранил верность Временному правительству, в Бердичев.
Весной 1918 года В. А. Костицын возвратился к научной деятельности; его научные интересы из области математики стали смещаться в область астрономии.
В 1919 году Костицын женился на Юлии Ивановне Гринберг (1899—1950), дочери известного купца, Ивана Григорьевича Гринберга.
В 1919 году, зная о разработках компании Carl Zeiss в области оптики, а также о работах физика, инженера и архитектора Вальтера Бауэрсфельда (1879—1959), в частности разработавшего технологию строительства завершающего оболочечного покрытия с хорошими несущими качествами, получившего название «геодезический купол», В. А. Костицын заговорил о создании в Москве планетария (Московский планетарий был открыт в 1929 году по инициативе Д. Б. Рязанова c использованием оборудования фирмы Carl Zeiss — вскоре после открытия в 1925 году первого в мире полноценного планетария на родине знаменитого оптика Карла Цейса в городе Йена).
С мая 1919 года Костицын — доцент математического анализа физико-математического факультета Московского университета. В 1920 году, будучи членом Комиссии по изучению Курской магнитной аномалии (КМА), дал правильный математический прогноз характера этого богатого месторождения железной руды. Одновременно активно участвует в работе оргкомитета Главной астрофизической обсерватории, публикует в её трудах свои исследования шаровых звёздных скоплений. Вместе с В. В. Стратоновым выступил организатором Государственного (в 1921 году — Российского) астрофизического института (ГАФИ), который в 1931 году вошёл в состав ГАИШ. Костицын в 1922 году возглавляет в нём теоретический отдел.
В 1922 году поддержал профессоров МГУ в их борьбе за самостоятельность и нормальные условия существования, окончившуюся высылкой из страны большой группы философов и В. В. Стратонова, бывшего тогда деканом физико-математического факультета университета.
В конце 1928 года выехал в научную командировку во Францию и, узнав о готовящемся своём аресте на родине, принял решение не возвращаться. Во Франции Костицын отошёл от астрономии, занимался в основном проблемами математики, математической биологии и климатологии.
22 июня 1941 года был арестован немецкими оккупационными властями, которым было известно о его просоветских взглядах. Находился в заключении в концентрационном лагере Руалье (организован фашистами возле города Компьень, регион Пикардия), где сидел в одном бараке с М. М. Филоненко. После освобождения из лагеря в марте 1942 года вернулся к научной деятельности.
Автор многих трудов по математике, астрономии, зоологии, экологии и теории эволюции. После кончины жены Юлии Ивановны, крупного биолога, В. А. Костицын стал писать мемуары и дневник. Его мемуары находятся в РГАСПИ.

Я хочу собрать все мои воспоминания о тебе. Говорить мне не с кем. Детали, которые мне близки и дороги, в других вызовут только скуку, а в других, даже в хороших друзьях, недоброжелательство, так как человеческая натура сложна и противоречий в ней много.
— Колягин Ю.М., Саввина О. А. Дмитрий Федорович Егоров. Путь ученого и христианина. — М.: ПСТГУ, 2010. — С. 117. — 302 с.
Лауреат Монтионовской премии Французской Академии наук (1942). На русском языке опубликована его книга «Эволюция атмосферы, биосферы и климата (1984)».
Похоронен на кладбище в Иври 4 июня 1963 года.

## Публикации
Костицын математически исследовал строение звездных скоплений (первые публикации в Париже — 1910, затем в Москве — 1926), формы спиральных туманностей (1926), занимался проблемами звездных масс (1923), лучистого равновесия звездных атмосфер (1928), проблемами космогонии. 

Под его редакцией был издан сборник переводов классических работ по космогонии с его вступительной статьей (1923). 

В 1928 году он выпустил брошюру «Успехи астрономии в СССР».
- Simbiose, parasitisme et évolution : (étude mathématique) / par V.A.Kostitzin. Hermann. 1934
- Evolution de l’atmosphère : circulation organique, époques glaciaires / par V.A.Kostitzin. Hermann. 1935
- Applications des équations intégrales : (applications statistiques) / par V.A.Kostitzin. Gauthier-Villars. 1934

На русском языке
- Костицын В. А. Эволюция атмосферы, биосферы и климата = Evolution de l'atmosphere: Circulation organique epoques glaciaires / Пер. с франц. Н. К. Буровой; Под ред. и с предисл. Н. Н. Моисеева. — М.: Наука. Главная редакция физико-математической литературы, 1984. — 96 с. — 11 200 экз.
- Костицын В. А. Происхождение Вселенной / В. А. Костицын. — Москва; Ленинград: Государственное издательство, 1926. — 172 с. — (Популярно-научная библиотека).